# Ali Yavar Jung
Nawab Ali Yavar Jung Bahadur (oko 1906. – 11. prosinca 1976., bio je ugledni indijski diplomat. Bio je indijski veleposlanik u Argentini, Egiptu, Jugoslaviji, Grčkoj, Francuskoj i SAD-u.
Bio je guverner indijske države Maharashtra od 1971 do 1976 godine. Dobio je Padma Bhushan i Padma Vidbhushan, najviše indijske civilne počasti, 1959., odnosno 1977. godine.